# Nossa Senhora do Monte
Nossa Senhora do Monte es una freguesia y villa caboverdiana del municipio de Brava.

## Geografía
La freguesia abarca parte de la isla de Brava.

## Organización territorial
La freguesia contaba en 2010 con 1917 habitantes distribuidos en las entidades de población de:

### Villa
- Nossa Senhora do Monte
  - Achada Candinho
  - Clara Gonçalves
  - Nossa Senhora do Monte

### Localidades
- Campo Baixo
- Cova de Joana (parcial)
- Cova Rodela (parcial)
- Fãja d'Água
- Lomba Tamtum
- Mato (parcial)
- Tomé Barraz